# Comtat de Montbéliard
El comtat de Montbéliard fou una jurisdicció feudal del Sacre Imperi Romanogermànic.

## Història del comtat

### Casa de Mousson oScarpone
El 1042 l'emperador Conrad II el Sàlic va fundar el comtat que va donar al seu vassall Lluís de Mousson, conegut com a Lluís de Montbéliard, primer comte del país.

### Casa de Montfaucon
Al segle XII Amadeu II de Montfaucon de la família dels Montfaucon va adquirir el comtat per matrimoni amb Sofia filla i hereva del comte Thierry II de Montbéliard. Al final del segle XIII i fins a l'inici del XIV el comtat va passar breument a la casa de Chalons pel matrimoni de Renald de Borgonya amb Guillermeta de Neuchâtel (hereva del comtat pel seu besavi Thierry III, anomenat "el Gran Baró"). A la mort de Renald va retornar a la casa de Montfaucon pel matrimoni de la filla Agnès amb Enric senyor de Montfaucon.

### Casa de Wurtemberg
En 1407, el matrimoni de la comtessa Enriqueta de Montfaucon i Eberhard IV, comte de Wurtemberg, de la casa de Wurtemberg, va aportar el comtat a aquesta família reforçant els seus lligams amb l'imperi. Enriqueta va aportar a més del comtat diverses senyories: Granges (le Bourg), Clerval, Passavant, Etobon, Porrentruy, la Roche Saint-Hippolyte, i Franquemont (Goumois) algunes de les quals dins el comtat de Borgonya però sota administració de dret reial dins de l'herència del seu avi Esteve de Montfaucon, per l'homenatge que feia al duc de Borgonya Joan sense Por. Així als dominis dependents de Montbeliard s'ajuntaven els de Württemberg qui incloïen les senyories de Riquewihr, Ferrette, i el comtat d'Horbourg a Alsàcia. El comtat de Montbéliard no era vassall de Wurttemberg sinó el seu igual, però en la pràctica quedava agregat a l'herència d'Eberard si bé conservava tots els seus drets i costums i la seva llengua com era costum a l'Imperi.

## Principat de Montbéliard
El 1495 el comte Eberhard V de Wurtemberg i Montbeliar fou elevat a la dignitat de duc per l'emperador Maximilià I; Wurtemberg va esdevenir ducat i Montbéliard fou en endavant el principat de Montbéliard.
El 1748 França va annexionar les " Quatre Terres " (terres dependents del principat: Héricourt, Châtelot, Clémont i Blamont), d'acord amb Carles II de Wurtemberg, i el principat va quedar reduït estrictament a l'antic comtat fins al novembre de 1793 quan fou annexionat per França; llavors estava format per 40 comunes: (Abbévillers, Aibre, Allenjoie, Allondans, Arbouans, Audincourt, Badevel, Bart, Bavans, Bethoncourt, Bretigney, Brognard, Courcelles-lès-Montbéliard, Couthenans, Dambenois, Dampierre-les-Bois, Dasle, Désandans, Dung, Étouvans, Étupes, Exincourt, Fesches-le-Châtel, Grand-Charmont, Issans, Laire, Montbéliard, Nommay, Présentevillers, Raynans, Sainte-Marie, Sainte-Suzanne, Saint-Julien-lès-Montbéliard, Semondans, Sochaux, Taillecourt, Valentigney, Le Vernoy, Vieux-Charmont i Voujeaucourt). Al mateix temps fopu annexionada la república de Mandeure formada el 1792. Els dos territoris foren agregats a l'Haute-Saône formant el districte de Montbéliard amb 3 cantons (Audincourt, Désandans i Montbéliard). El 1797 aquestes terres foren transferides al departement del Mont-Terrible, que fou suprimit el 1800, passant llavors a l'Haut-Rhin formant llavors dos cantons (Audincourt et Montbéliard) del districte (arrondissement) de Porrentruy. El 1816, després de les pèrdues territorials franceses del 1815 (el districte de Porrentruy va passar en part a Suïssa, Montbéliard va passar al departament de Doubs, districte de Saint-Hippolyte, i Montbéliard esdevingué sots-prefectura al lloc de Saint-Hippolyte.
La comuna de Couthenans va passar el 1829 a l'Haute-Saône. Els cantons d'Audincourt i de Montbéliard van patir modificacions menors de límits i foren partits el 1973 i 1982, originant els cantons de Montbéliard-Est i Montbéliard-Ouest, d'Audincourt, d'Étupes, de Sochaux-Grand-Charmont, i de Valentigney.

## Llista de comtes

### Casa de Mousson o Montbéliard
- 1042-1073: Lluís de Montbéliard, casat amb Sofie de Bar - Comte de Montbéliard, comte de Bar, senyor de Mousson i de Ferrette

- 1073-1105: Thierry I de Montbéliard - casat amb Ermentruda de Borgonya (filla del comte Guillem I de Borgonya) comte de Montbéliard, comte de Bar, senyor de Mousson i de Ferrette

comtes de Montbéliard.

- 1105-1162: Thierry II de Montbéliard, casat amb Gertrudis d'Habsbourg, comte de Montbéliard

### Casa de Montfaucon

comtes de Montbéliard de la casa de Montfaucon.

- 1162-1195: Amadeu II de Montfaucon, fill de Ricard II de Montfaucon i de Sofia de Montbéliard († 1148, filla de Thierry II de Montbéliard), casat amb Beatriu de Grandson-Joinville, comte de Montbéliard i senyor de Montfaucon

- 1195-1227: Ricard III de Montfaucon i I de Montbéliard, germà, casat amb Agnès de Borgonya, filla del comte Esteve I de Borgonya), comte de Montbéliard i senyor de Montfaucon

- 1227-1283: Thierry III de Montbéliard, anomenat "el Gran Baró", fill, casat amb Adelaida de Ferrette, filla de Frederic II, comte de Ferrette

- 1283-1322 : Renald de Borgonya, fill del comte Hug de Borgonya i d'Adelaida I de Borgonya, casat amb Guillermeta de Neufchâtel, filla d'Amadeu de Neuchâtel, comte de Neuchâtel

- 1322-1332: Otení de Montbéliard, fill, comte de Montbéliard sota tutela del seu oncle el comte Hug de Borgonya (germa petit del comte Renald de Borgonya)

- 1332-1367: Enric de Montfaucon, fill de Gauthier II de Monfaucon i de Mafalda de Chaussin, casat amb Agnès de Montbéliard comtessa de Montbéliard, tercera filla de Renald de Borgonya, comte de Montbéliard i senyor de Montfaucon

- 1367-1397: Esteve de Montfaucon, fill, casat amb Margarita de Chalon-Arlay filla de Joan II de Chalon-Arlay, senyor d'Arlay

- 1397-1444: Enriqueta d'Orbe - filla d'Enric de Montbéliard (senyor d'Orbe) i de Maria de Châtillon, neta d'Esteve de Montfaucon (Esteve I de Borgonya), casada el 1407 amb el comte Eberard IV de Wurtemberg. Va governar sola a la mort del seu marit (1419). El seu fill Lluís va crear la branca de Wurtemberg-Montbéliard.

### Casa de Wurtemberg-Montbéliard
- 1444-1450: Lluís IV de Wurtemberg, fill, casat amb Matilde del Palatinat, comte de Montbéliard i comte de Wurtemberg

- 1450-1457: Lluís V de Wurtemberg, fill

- 1457-1473: Eberard V de Wurtemberg el Barbut, germà, casat amb Bàrbara de Gonzaga, filla del marquès Lluís III de Màntua. Elevat a la dignitat de duc de Wurtemberg per l'empereur Maximilià I d'Habsburg, que en endavant fou Eberard I de Wurtemberg

- 1473-1482: Enric de Wurtemberg - fill d'Ulric V de Wurtemberg i d'Elisabeth de Baviera, net d'Eberard IV de Wurtemberg i d'Enriqueta d'Orbe, casat amb Elisabeth, filla de Simon de Wecker, comte de Deux-Ponts o Zweibrücken, i en segones noves amb Eva, filla del comte Joan VII de Salm. Va comprar el comtat al seu cosí Eberard V. El 1482 va retornar el comtat l seu cosí a canvi d'una pensió.

- 1482-1496: Eberard V de Wurtemberg el Barbut, segona vegada

- 1496-1498: Eberard VI de Wurtemberg, germà, casat amb Elisabeth de Hohenzollern, filla d'Albert de Brandenburg

Escut dels comtes de Wurtemberg i de Montbéliard a partir de 1504.

- 1503-1519: Ulric VI de Wurtemberg, fill d'Enric de Wurtemberg i d'Elisabeth fille del comte Simon de Wecker (primer matrimoni), casat amb Sabina de Wittelsbach, filla del duc Albert IV de Baviera, comte de Montbéliard i duc de Wurtemberg.

- 1526-1534: Jordi I de Wurtemberg, fill d'Enric de Wurtemberg i d'Elisabeth filla de foc del comte Joan VII de Salm (segon matrimoni), casada amb Bàrbara de Hesse, comte de Montbéliard i duc de Wurtemberg.

- 1534-1550: Ulric VI de Wurtemberg, segona vegada

- 1550-1553: Cristofol de Wurtemberg, fill d'Ulric VI de Wurtemberg i de Sabina de Wittelsbach, casat amb Anna Maria de Hohenzollern, comte de Montbéliard i duc de Wurtemberg (+ 1568)

- 1553-1558: Jordi I de Wurtemberg segona vegada

- 1558-1608: Frederic I de Wurtemberg. fill de Jordi I de Wurtemberg i de Barbara de Hesse, casat amb Sibilla d'Anhalt, comte de Montbéliard i duc de Wurtemberg (a partir de 1593)

- 1608-1617: Joan Frederic de Wurtemberg (1608 - 1628), fill

- 1608-1631: Lluís Frederic de Wurtemberg, germà, casat amb Elisabeth de Hesse, i en segones noces amb Anna de Nassau, duc de Wurtemberg i comte de Montbéliard

- 1640-1662: Leopold Frederic de Wurtemberg, fill de la primera esposa, casat amb Sibilla de Wurtemberg, duc de Wurtemberg i comte de Montbéliard

- 1662-1699: Jordi II de Wurtemberg, germanastre (del segon matrimoni del pare), casat amb Anna de Coligny, filla de Gaspar III de Coligny, duc de Wurtemberg i comte de Montbéliard

- 1699-1723: Leopold Eberard de Wurtemberg, fill, casat a Anna Sabina de Hedwiger i en segon noces a Elisabeth Charlotte Curie, duc de Wurtemberg i comte de Montbéliard

- 1723-1733: Eberard Lluís de Wurtemberg, casat amb Joana Elisabet, filla de Frederic III, marcgravi de Baden-Durlach. Comte de Montbéliard mort sense hereus

- 1723-1737: Carles Alexandre de Wurtemberg, fill de Frederic Eugeni de Wurtemberg i d'Eleonora de Brandeburg, casat amb Augusta. Duc de Wurtemberg i comte de Montbéliard

- 1744-1793: Carles II de Wurtemberg, fill, casat amb Elisabet de Hohenzollern, Duc de Wurtemberg i comte de Montbéliard.